# UXT
UXT (англ. Ubiquitously expressed prefoldin like chaperone) – білок, який кодується однойменним геном, розташованим у людей на X-хромосомі. Довжина поліпептидного ланцюга білка становить 157 амінокислот, а молекулярна маса — 18 246.
| 10         |  | 20         |  | 30         |  | 40         |  | 50         |
| ---------- |  | ---------- |  | ---------- |  | ---------- |  | ---------- |
| MATPPKRRAV |  | EATGEKVLRY |  | ETFISDVLQR |  | DLRKVLDHRD |  | KVYEQLAKYL |
| QLRNVIERLQ |  | EAKHSELYMQ |  | VDLGCNFFVD |  | TVVPDTSRIY |  | VALGYGFFLE |
| LTLAEALKFI |  | DRKSSLLTEL |  | SNSLTKDSMN |  | IKAHIHMLLE |  | GLRELQGLQN |
| FPEKPHH    |  |            |  |            |  |            |  |            |

A: Аланін

C: Цистеїн

D: Аспарагінова кислота

E: Глутамінова кислота

F: Фенілаланін

G: Гліцин

H: Гістидин

I: Ізолейцин

K: Лізин

L: Лейцин

M: Метіонін

N: Аспарагін

P: Пролін

Q: Глутамін

R: Аргінін

S: Серин

T: Треонін

V: Валін

Кодований геном білок за функціями належить до шаперонів, репресорів, активаторів. 
Задіяний у таких біологічних процесах, як транскрипція, регуляція транскрипції. 
Локалізований у цитоплазмі, цитоскелеті, ядрі.